# ASTRO-E
ASTRO-E y ASTRO-EII (también Astro-E2) son satélites japoneses construidos principalmente por la JAXA con el objetivo de estudiar el cielo en el rango de los rayos X. En el año 2000 el lanzamiento del ASTRO-E falló y el satélite se perdió en el océano, por lo que el 10 de julio de 2005 se lanzó un reemplazo conocido como ASTRO-EII. Este satélite tiene una alta resolución espectroscópica así como la capacidad de estudiar una banda de energía bastante ancha, desde los rayos X suaves hasta los rayos gamma (0,3 - 600 keV). Estas características son esenciales a la hora de estudiar fenómenos astronómicos que involucran grandes energías, como agujeros negros y supernovas. Tras el éxito en el lanzamiento, el ASTRO-EII fue rebautizado como Suzaku una deidad japonesa similar al fenix cuyo nombre significa "pájaro rojo del sur".

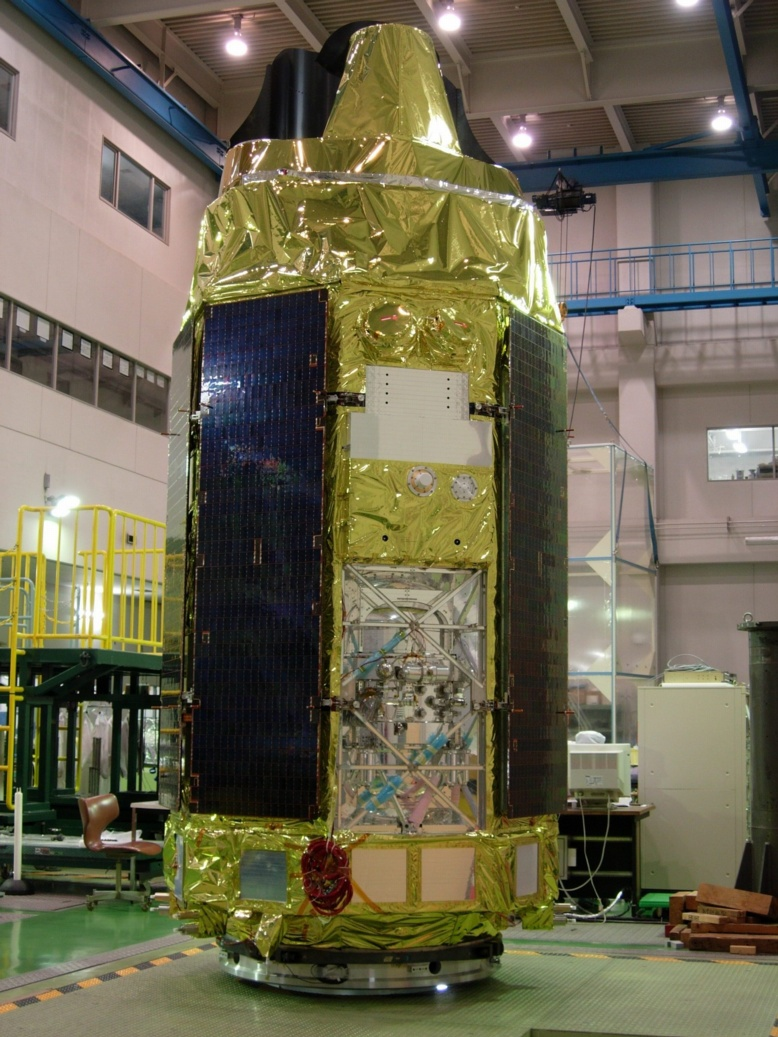
Astro-E2, rebautizado Suzaku.

El satélite funcionó correctamente hasta el 29 de julio de 2005, cuando tuvo la primera de una serie de complicaciones con el sistema de vacío. El 8 de agosto de 2005 este fallo causó el derrame del helio líquido usado como refrigerante al espacio, quedando a partir de entonces el instrumento principal del satélite, el XRS, inutilizado aunque los otros instrumentos no se vieron afectados. El ASTRO-EII lleva a bordo los siguientes instrumentos científicos:
- X-ray Spectrometer (XRS)
- X-ray Imaging Spectrometer (XIS)
- Hard X-ray Detector (HXD)